# Hyporthodus flavolimbatus
Hyporthodus flavolimbatus es una especie de peces de la familia Serranidae en el orden de los Perciformes.

## Morfología
- Los machos pueden llegar alcanzar los 115 cm de longitud total.[2]

## Distribución geográfica
Se encuentra en el  Atlántico occidental

## Uso comercial
Su carne es de buena calidad y se comercializa fresco.